# Athis-Mons
Athis-Mons je južno predmestje Pariza in občina v osrednjem francoskem departmaju Essonne regije Île-de-France. Leta 2008 je naselje imelo 30.647 prebivalcev.

## Geografija
Naselje leži v osrednji Franciji ob reki Seni in njenem pritoku Orge, na južnem robu mednarodnega letališča Orly, 12 km severozahodno od Évryja in 17 km od središča Pariza.

## Administracija
Athis-Mons je sedež istoimenskega kantona, v katerega je poleg njegove vključena še občina Paray-Vieille-Poste s 37.807 prebivalci. Kanton se nahaja v okrožju Palaiseau.

## Zgodovina
Athis-Mons je nastal leta 1817 z združitvijo krajev Athisa ob Seni in Monsa na bližnji planoti.

## Znamenitosti
- cerkev sv. Denisa iz leta 1140, v središču naselja,
- cerkev Notre-Dame de la Voie (1954), v spodnjem delu naselja.

## Pobratena mesta
- Ballina (Irska)